# Matt McGrath

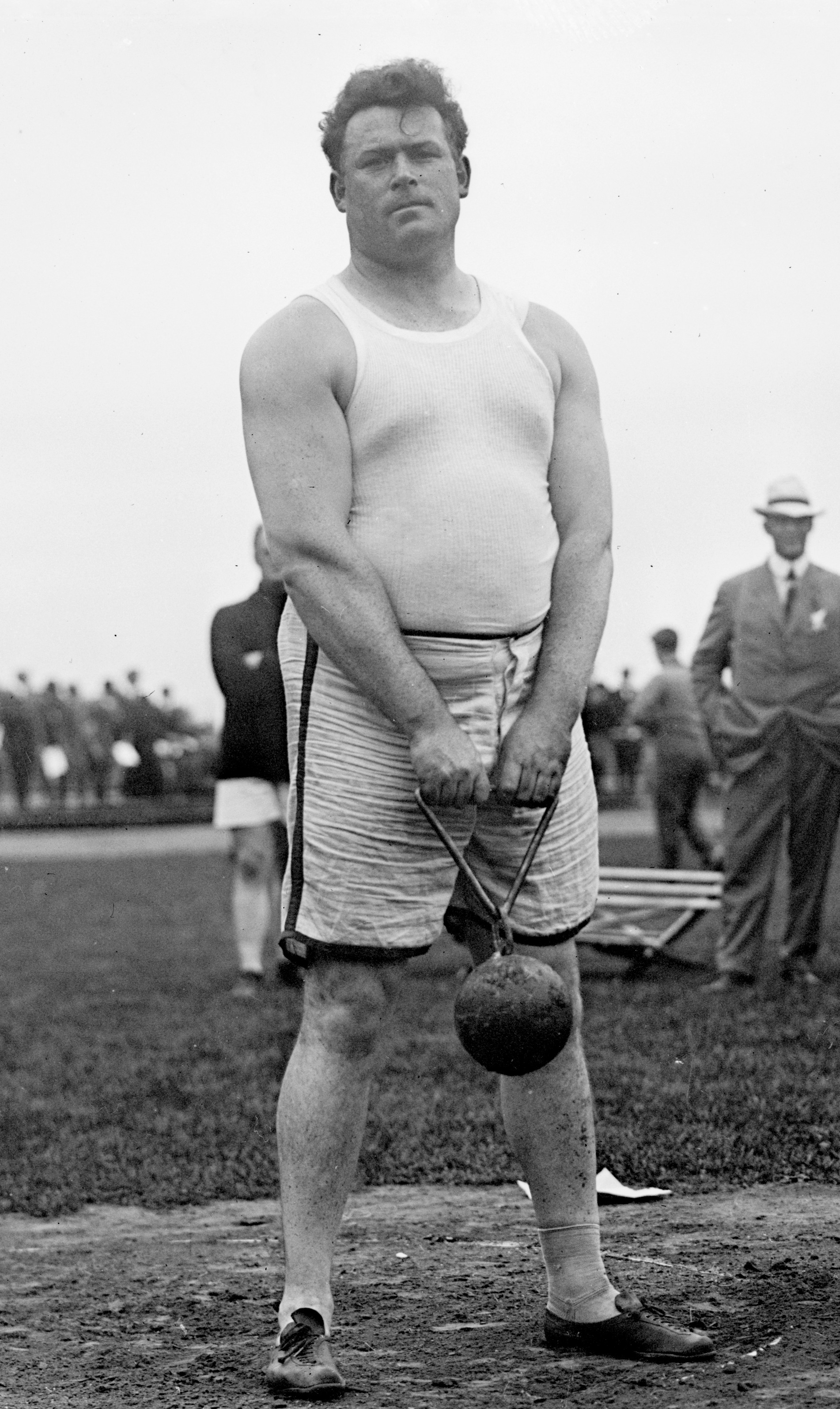
Matt McGrath 1911

Matt McGrath (eigentlich Matthew John McGrath; * 18. Dezember 1878 in Nenagh, County Tipperary; † 29. Januar 1941 in New York) war ein US-amerikanischer Hammerwerfer und Olympiasieger.
1912 siegte er bei den Olympischen Spielen in Stockholm mit einer Weite von 54,74 Meter. Er war so überlegen, dass sein kürzester Wurf fast vier Meter weiter war als die Weite des zweitplatzierten Duncan Gillis aus Kanada. Wie der Sieger des Hammerwerfens bei den Olympischen Spielen 1900, 1904 und 1908, John Flanagan, war auch McGrath Polizist und Einwanderer aus Irland.